# 骨太・文化放送的カルチャープログラム
骨太・文化放送的カルチャープログラムとは、文化放送が2008年11月11日よりスタートし、火 - 木曜の21時台（夜9時台）の帯プログラムの総称である（ナイターシーズン中の対応については未定）。
しかし、火・水曜は2009年3月までで、木曜は2010年3月で終了し、以降この番組の復活の目途は今のところない。

## この枠以前この時間の遍歴
- かつては「さだまさしの全力投球」など曜日別1時間箱番組が放送されていた。
- 「みのもんたのワイドNo1」以降1979年9月まではワイド番組を編成していた（20:30・20:00 - 23:00・23:30または22:30）。
- 1980年10月6日以降平日夜ワイド枠など試行錯誤の編成が続いてきた。また、「文化放送ライオンズナイター」スタート以降の毎ナイターオフシーズンは中学生・高校生・大学生向けのオフ番組を編成していた期間も多かった（一部のオフシーズンはこれよりも世代を下げた番組を編成していた期間もあった）。
- 1996年10月 - 2007年3月までは「文化放送第4のアニラジゾーン」と呼ばれていた時期や平日夜ワイドの拡大版を編成していた期間もあった。

## 番組内容
- 火 - 木曜の21時台に教養のある番組を目指してリスナーからの投稿などで番組を盛り上げて行く。各曜日の番組名や出演者については下記の通り（詳しくは各番組の記事を参照）。

2008年11月 - 2009年3月
- 火曜
  - 浜松町一丁目 文化食堂
- 水曜
  - 歌舞伎座の快人!
- 木曜
  - ロンドンブーツ1号2号 田村淳のNewsCLUB

2009年10月 - 2010年3月
- 火・水曜は編成されず、これまで深夜に放送していた番組が繰り上げられたり、2009年4月スタートの「オードリーのシャンプーおじさん」が継続されるなどとなっている。
- 木曜
  - ロンドンブーツ1号2号 田村淳のNewsCLUB